# Czermin (Subkarpaten)
Czermin is een dorp in de Poolse woiwodschap Subkarpaten. De plaats maakt deel uit van de gemeente Czermin en telt 1557 inwoners.